# 波士顿法律
《波士顿法律》（英語：Boston Legal）是一部美国律政喜剧，由大卫·E·凯利担任编剧及制片人，并由20世纪福克斯电视公司拍摄制作及在ABC电视网首播。该剧首播日期为2004年10月3日至2008年12月8日。本剧由詹姆斯·斯派德、坎迪斯·伯根和威廉·夏特纳担任主演。《波士顿法律》是大卫·E·凯利另一部长寿律政剧《律师本色》的衍生剧集，讲述了《律师本色》中的角色艾伦·舒尔在科瑞恩·普爾·斯米特律師事務所的故事。

## 製作花絮
在本系列劇的試播集中，詹姆斯·斯派德、蕾克·貝爾、馬克·瓦雷、蘿娜·米莎和威廉·夏特纳擔任劇中主要角色，而另外一條故事線則是通過賴瑞·米勒所飾演的愛德溫·普爾、约翰·迈克尔·西根斯所飾演的高級合夥人傑瑞·奧斯丁所展開。莫妮卡·波特也在片中飾演一個初級合夥人羅麗·克爾森。在試製了幾集之後，製片人用雷內·奧柏戎諾瓦所飾演的高級合夥人保罗·路易斯顿取代了傑瑞·奧斯丁的戲份，不過傑瑞·奧斯丁這個角色依舊在本劇的前兩集露面。2004年10月3日，本劇第一集在緊隨《絕望的主婦》之後在美國廣播公司電視網播出。
2004年11月30日，坎娣絲·伯根加盟本劇，在劇中出演高級合夥人雪莉·斯米特。製片人自秋季美劇檔開始之後，便在劇中推出了許多角色。而在雷內·奧柏戎諾瓦成為主要角色之後，蕾克·貝爾和執行製作人傑夫·瑞克先後離開了本劇團隊。
2005年5月5日，《波士頓法律》宣佈已經完成了第二季的製作和定購。同時將第一季的最後五集搶先播出，以和春季美劇《實習醫生格雷》爭奪《絕望的主婦》播出結束后的廣大收拾觀眾。儘管《波士頓法律》搶先播映，但是《實習醫生格雷》還是在同時段收視率中取得極大的成功。《波士頓法律》不得不在第二季的時候將播映時間移到週二，與《紐約重案組》（NYPD Blue）爭奪收視時段。莫妮卡·波特與蘿娜·米莎都在本季播映期間離開本劇，同時朱莉·鮑溫加盟本劇，飾演丹妮斯·鲍尔。稍晚些時候，瑞安·米切爾·貝斯與賈斯汀·門特爾加盟本劇，飾演事務所的初級職員薩拉·霍特和格瑞特·威爾斯。同時在第二季第4集開始，珍妮特·萊希加盟本劇的創作團隊。由於優先購買權的緣故，第一季最後幾集沒有播出便被銷毀了，但是部份鏡頭被用在了新的故事里。

## 演員表
| 演员          | 角色名      | 劇中職務                 |
| ------------- | ----------- | ------------------------ |
| 詹姆斯·斯派德 | 艾伦·舒尔   | 事務所資深律師           |
| 坎娣丝·伯根   | 雪莉·斯米特 | 事務所創始人、高級合夥人 |
| 威廉·夏特纳   | 丹尼·科瑞恩 | 事務所創始人、高級合夥人 |

## 收視概況

### 美國
波士頓法律在美國的收視率一直不慍不火，美國廣播公司電視網曾因此四度變更其播出時間，但在長達五年的播出時間里，本劇還是累積了一大批忠實的收視群體。
波士頓法律是美國廣播公司電視網最具影響力和最有收視率的節目之一，根據AC尼爾森的調查，在高收入群體當中，波士頓法律擁有其中最年輕部份的觀眾。
| 播出季 | 播出時段              | 首集播出日期  | 末集播出日期  | 播出年份  | 年度 收視排名 | 平均 收視觀眾 |
| ------ | --------------------- | ------------- | ------------- | --------- | ------------- | ------------- |
| 第一季 | 每週日22點            | 2004年10月3日 | 2005年5月20日 | 2004–2005 | 27名          | 1250萬        |
| 第二季 | 每週二22點            | 2005年9月27日 | 2006年5月16日 | 2005–2006 | 46名          | 1030萬        |
| 第三季 | 每週二22點            | 2006年9月19日 | 2007年5月29日 | 2006–2007 | 48名          | 950萬         |
| 第四季 | 每週二22點 每週三22點 | 2007年9月25日 | 2008年5月21日 | 2007–2008 | 51名          | 960萬         |
| 第五季 | 每週一22點            | 2008年9月22日 | 2008年12月8日 | 2008–2009 | 47名          | 960萬         |

## DVD發售情況
| 光盤名稱 | 第一區         | 第二區         | 第四區         |
| -------- | -------------- | -------------- | -------------- |
| 第一季   | 2006年5月23日  | 2006年7月24日  | 2006年8月9日   |
| 第二季   | 2006年11月21日 | 2007年5月5日   | 2007年2月21日  |
| 第三季   | 2007年9月18日  | 2008年1月14日  | 2007年10月10日 |
| 第四季   | 2008年9月23日  | 2008年10月13日 | 2008年12月3日  |
| 第五季   | 2009年5月5日   | 2009年5月11日  | 2009年8月5日   |
| 完整版   | 待定           | 2009年5月11日  | 2009年11月8日  |

## 爭議

### 中國大陸
《波士頓法律》迄今為止沒有在中國大陸地區任何一家電視臺公開播映過，而各家影片網站所提供的劇集觀看也是沒有獲得原版的授權。但是由於字幕組和美劇論壇的存在，《波士頓法律》還是在中國網民當中獲得了較高的知名度，甚至被部份網友認為是“美國有史以來最經典的律政劇”。
但由於本劇在內容中多次提及并嘲諷中國大陸的“死刑問題”、“計劃生育政策”等內容而引發部份大陸網友不滿，尤其是在本劇大結局中，雪莉·斯米特對中國人權問題的不滿和對中國企業收購美國企業的擔心，以及艾倫·舒爾在片中對中國人某些習慣的嘲諷都導致這部劇的大結局在中國引發大討論。

## 外部連結
- 波士頓法律官方網站（英文）
- 波士頓法律 Archive.today的存檔，存档日期2013-01-03在互联网电影数据库（英文）
- 波士頓法律 （页面存档备份，存于）在TV.com（英文）
- 波士頓法律 （页面存档备份，存于）在豆瓣網（简体中文）
- 波士頓法律在時光網（简体中文）